# Мустафа Надаревич
Мустафа Надаревич (Мустафа Надаревић; нар. 2 травня 1943, Баня-Лука, Боснія і Герцеговина — 22 листопада 2020) — хорватський актор.

## Вибрана фільмографія
- 1985 — Тато у відрядженні — Зијах
- 1987 — Deja vu — Михаїл
- 1993 — Графиня Дора
- 1997 — Ідеальне коло — Хамза
- 2001 — Нічия земля — сербський солдат.
- 2004 — Міраж — вчитель літератури
- 2012 — Шлях Халіми — батько Софії
- 2012 — Коли настане день — Міша Бранков

## Особисте життя
Довготривала подруга, а потім дружина актора Slavica Radović (25 квітня 1964 — 7 червня 2012) померла від раку грудей.